# آلبرتو گیلاردی
آلبرتو گیلاردی (ایتالیایی: Alberto Ghilardi; ۲۵ اوت ۱۹۰۹ – ۳۰ ژوئن ۱۹۷۱) دوچرخه‌سوار اهل ایتالیا بود.
وی در مسابقات کشوری و بین‌المللی در مجموع برندهٔ ۱ مدال طلا شده‌است.